# لامبيرسارت.
لامبيرسارت هي كومونا في إقليم نور في شمالي فرنسا.
تقع هذه البلدية في أقصى الشمال على الحدود مع بلجيكا، تقع في متروبول يوروبيان دي ليل، وهي إحدى ضواحي مدينة ليل، وتحدها من جانبها الشمالي الغربي.
ويُطلق على سكان المدينة اسم لامبيرسارتوا .

## جغرافية
يحدها وود ودول في بولوني، بالقرب من ليل، لامبيرسارت هي واحدة من مدن المجتمع الحضري ليل ميتروبول.

## تعداد السكان

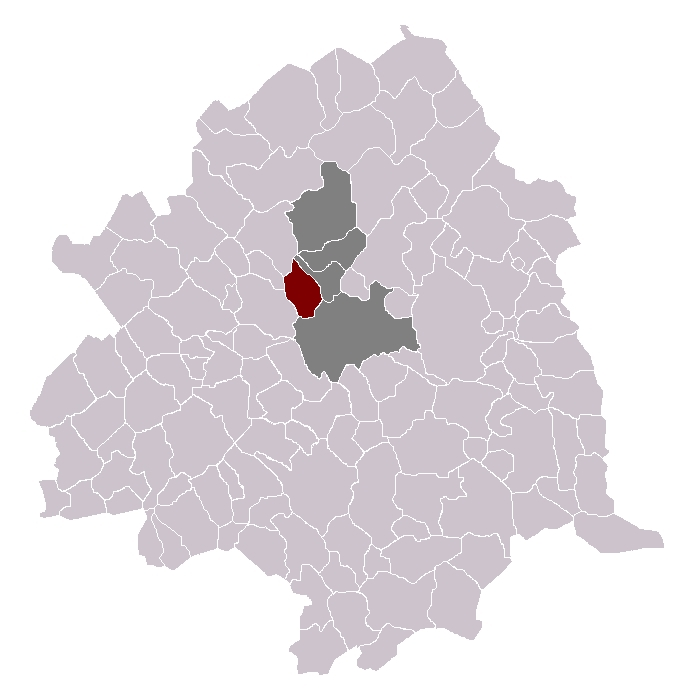
لامبرسارت في كانتونها ومنطقتها

وقد وصل عدد سكان لامبيرسارت في عام 1975 إلى ذروته عند 29614 واخذ في التباطؤ منذ ذلك الحين.

## الأماكن والمعالم الأثرية
كانت لامبرسارت مدينة سكنية باهظة الثمن منذ بداية العقد الأول من القرن الحادي والعشرين عندما انتقل العديد من رجال الأعمال الإقليميين إلى المدينة. كانت المنطقة في Deûle والمناطق الريفية المحيطة بها منطقة شهيرة، أدى التحضر لزيادة عدد السكان كضواحي ليل إلى فقدان الأراضي المفتوحة، يشمل الطراز المعماري الذي تم الحفاظ عليه ميزات مثل حمامات Touquet و Malo. كما هو شائع في منطقة نورد / باس دي كاليه، غالبا مايتم العثور على نمط الطوب الأحمر. يُعد «شارع سباق الخيل» طريقًا يُنظر إليه على المستوى المحلي على أنه أجمل شارع في العالم في لامبرسارت، حتى الشوارع الصغيرة غالبًا ما تسمى «الأفنيوز».

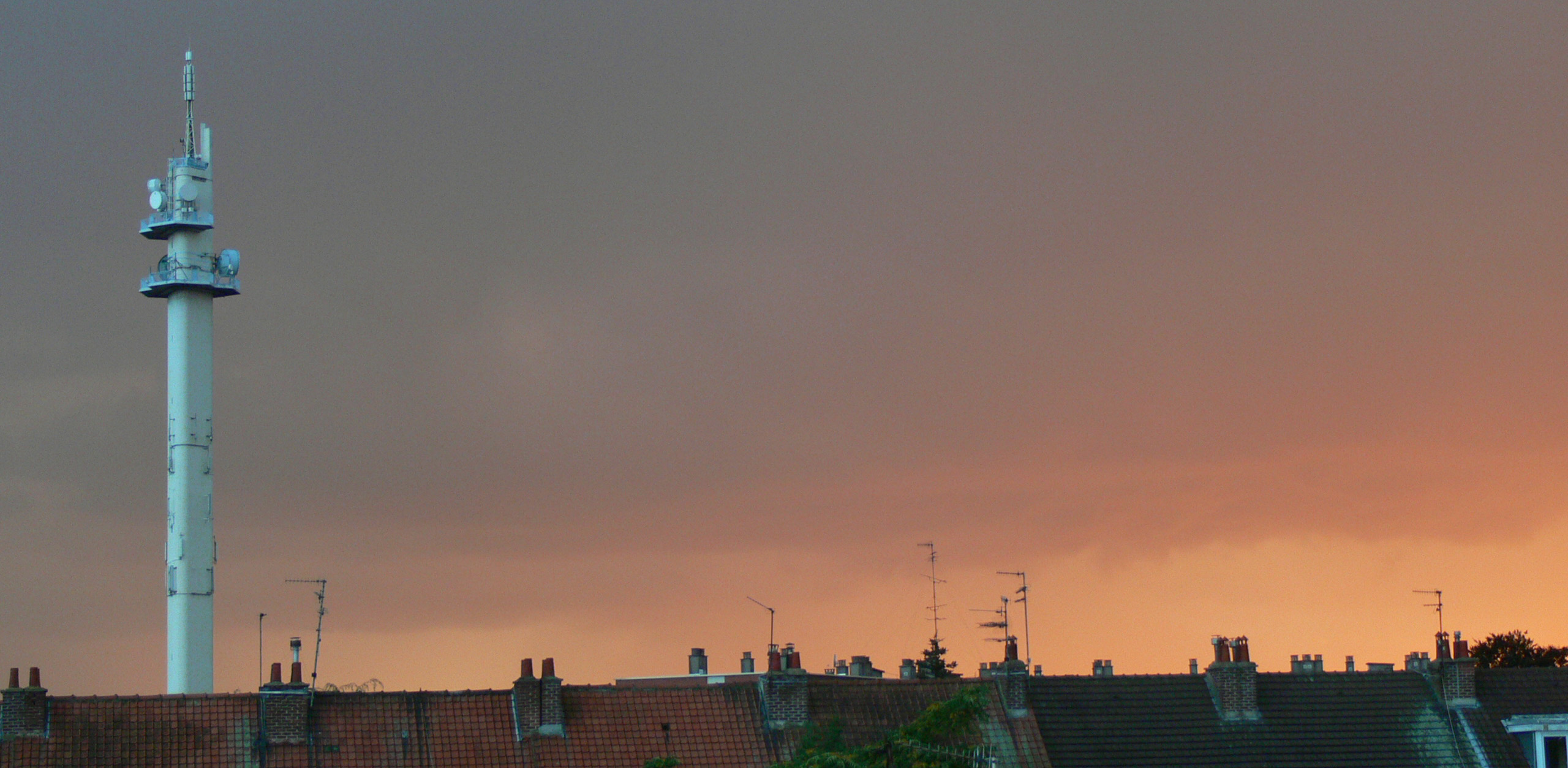
برج الإرسال في لامبيرسارت

وهناك برج إرسال في لامبيرسارت، أقل قوة من برج بوندويس، يسمح لسكان مجتمع ليل الحضري وبعض المناطق المحيطة باستقبال تي إن تي (التلفزيون الرقمي الأرضي) منذ 31 مارس 2005. (في نهاية عام 2006، يمكن لـ 63٪ من سكان فرنسا الحصول على تي إن تي، مع أكثر من 4 ملايين من السكان لديهم محولات. وفي شمال فرنسا، لا يتلقاه سوى ربع السكان بسبب عرقلة نظام الترحيل اللاسلكي والخلافات الدولية في هذا المجال). وتعد الهندسة المعمارية لمركز الشرطة في بلدية لامبيرسارتوا فخرًا للشعب.

## مواصلات
وبالرغم من أن المدينة لا يخدمها سوى الخط 2 مباشرة من مترو ليل، إلا أنها قريبة من محطة مترو سانت فيليبيرت التي تقع بين المستشفى ومركز التسوق.
تقع المدينة بالقرب من الطريق السريع A25 ، والذي يتيح وصولاً مختصرا إلى ليسكين والطرق السريعة الأخرى في فرنسا.

## مشاهير
- جان فيركوتير - عالم مصريات

## المدن التوأم
- ساوثبورو, كنت (المملكة المتحدة) منذ 1992[7]
- فيرزن (ألمانيا) منذ 1964
- كانيف (أوكرانيا)

## روابط خارجية
- الموقع الرسمي
 باللغة الفرنسية